# Frösvidal (äpple)
Frösvidal är en äppelsort vars ursprung är Sverige, och närmare bestämt Närke. Äpplet är relativt lite och köttet som är löst har en söt smak. Frösvidal mognar i augustis slut, och har därefter en kort hållbarhet. Äpplet är främst ett ätäpple. I Sverige odlas Frösvidal gynnsammast i zon 1-3.